# X-Men (jeu vidéo, 1992)
Pour le jeu X-Men développé exclusivement sur Mega Drive, voir X-Men (jeu vidéo, 1993).
Pour les articles homonymes, voir X-Men (homonymie).
X-Men est un jeu vidéo de type beat them all développé et édité par Konami en 1992 sur borne d'arcade. Il s'agit du premier jeu arcade sur l'univers des X-Men, et il est disponible sur trois types de borne, une classique avec deux joueurs possibles, une allant jusqu'à quatre joueurs et une dernière allant jusqu'à six joueurs.
Le jeu est réédité en 2010 sur les plates-formes de téléchargement PlayStation Network et Xbox Live Arcade.

## Référence
- (en) X-Men sur KLOV

1. ↑  (en) X-Men (modèle 2 joueurs) sur Gaming-History
2. ↑  (en) X-Men (modèle 4 joueurs) sur Gaming-History
3. ↑  (en) X-Men (modèle 6 joueurs) sur Gaming-History